# Сапинский, Дмитрий Викторович
Дмитрий Викторович Сапинский (род. 23 октября 1983) — российский легкоатлет, специалист по прыжкам в длину. Выступал на профессиональном уровне в 1999—2010 годах, серебряный призёр молодёжного чемпионата Европы, бронзовый призёр юниорского чемпионата Европы, чемпион России, победитель и призёр первенств всероссийского значения, участник ряда крупных международных стартов, в том числе чемпионата Европы в Гётеборге. Представлял Москву, Приморский край и Брянскую область. Мастер спорта России международного класса. Тренер по физподготовке в спорте и фитнесе с 2010 года. Основатель школы по физподготовке в спорте "ОФП-Про" в 2011 году. Преподаватель в Государственном Центральном Ордена Ленина Институте Физической Культуры (РГУФК)г.Москва на кафедре легкой атлетики 2013-2016 годах. Старший аналитик в Научном Методическом отделе ФГУ "Юность Москвы" 2017-2022 годах. Основатель онлайн-школы похудения и фитнеса "ТрениПохудени (HOMEAFIT)" в 2016 году. В 2019 году основатель школы по физподготовке "FIZUHA&RUN"

## Биография
Дмитрий Сапинский родился 23 октября 1983 года.
Занимался лёгкой атлетикой во Владивостоке, окончил Приморское училище олимпийского резерва, проходил подготовку под руководством тренеров Г. Г. Морозова и Т. Н. Кузиной.
Впервые заявил о себе на международном уровне в сезоне 1999 года, когда вошёл в состав российской национальной сборной и выступил в прыжках в длину на юношеском мировом первенстве в Быдгоще.
В 2001 году в той же дисциплине выиграл бронзовую медаль на юниорском европейском первенстве в Гроссето.
В 2002 году стартовал на юниорском мировом первенстве в Кингстоне.
В 2003 году стал седьмым на молодёжном европейском первенстве в Быдгоще.
В 2005 году выиграл бронзовую медаль на зимнем чемпионате России в Волгограде, выступил на чемпионате Европы в помещении в Мадриде, завоевал серебряную награду на молодёжном европейском первенстве в Эрфурте. Будучи студентом, представлял страну на Всемирной Универсиаде в Измире, где занял в своей дисциплине девятое место.
В 2006 году взял бронзу на зимнем чемпионате России в Москве, стал пятым на Кубке Европы в Малаге, с личным рекордом 8,17 одержал победу на летнем чемпионате России в Туле. Принимал участие в чемпионате Европы в Гётеборге — на предварительном квалификационном этапе прыгнул на 7,84 метра, чего оказалось недостаточно для выхода в финал.
В 2007 году стал бронзовым призёром на зимнем чемпионате России в Волгограде, стартовал на чемпионате Европы в помещении в Бирмингеме.
Завершил спортивную карьеру по окончании сезона 2010 года.
За выдающиеся спортивные достижения удостоен почётного звания «Мастер спорта России международного класса».
Окончил Российский государственный университет физической культуры, спорта, молодёжи и туризма, впоследствии работал тренером в Москве.